# Гейверінг (боро)
Ге́йверінг (англ. London Borough of Havering) — боро в Лондоні. Розташоване на сході.

## Історія
Боро було утворене 1 квітня 1965 року об'єднанням боро Ессекса Ромфорда та Горнчерча і займає площу 112,27 км².

## Географія
Боро межує з Редбриджем та Баркінгом і Дагенемом на заході та з Бекслі на південному заході.

## Населення
Населення — 230,1 тис. осіб (2008), з них 94 % — білі, що перевищує середнє значення по країні (92 %). Боро розділений на 18 виборних ділянок.

## Підприємницька діяльність
На території боро розташовані підприємства машинобудування, кольорової металургії, швейної промисловості. У Гейверінгу зареєстровано близько 7000 компаній.